# Тежка вода
Тежката вода е химично съединение, подобно на обикновената вода, в което вместо обикновен водород с кислорода е свързан водородният изотоп деутерий. Поради това понякога се нарича деутериев оксид и формулата и се изписва като D2O или 2H2O.
Тежката вода има по-голяма молекулна маса от обикновената вода. Има вид, подобен на обикновената вода и е със същите химични свойства като нея; обратно, нейните физични свойства леко се различават. Тежката вода се използва като суровина за деутерий и се използва в някои ядрени реактори като неутронен забавител. Тежката вода се съдържа като примес в обикновената вода – има 2 вида тежка вода „полу-тежка“ с формула HDO и тежка вода D2O – като водата с 2 атома деутерий в молекулата е в най-малко количество – извлича се чрез многократна дестилация – използва се факта че тежката вода кипи при по-висока температура, така че се концентрира в остатъка от дестилацията. Тежката вода също така се концентрира и чрез електролиза – обикновената вода се разлага от електрическия ток, а тежката се концентрира в електролита – за първи път тежка вода е получена от водата в електролитни вани.
|                               | Тежка вода (D2O) | Нормална вода (H2O) |
| ----------------------------- | ---------------- | ------------------- |
| Темперетура на топене         | 3,82 °C          | 0 °C                |
| Кипене (при нормални условия) | 101,42 °C        | 100 °C              |
| Максимална плътност           | 1,1072 g/cm3     | 0,999975 g/cm3      |
| Максимална плътност при       | 11,2 °C          | 3,98 °C             |